# Centrala solară Ashalim

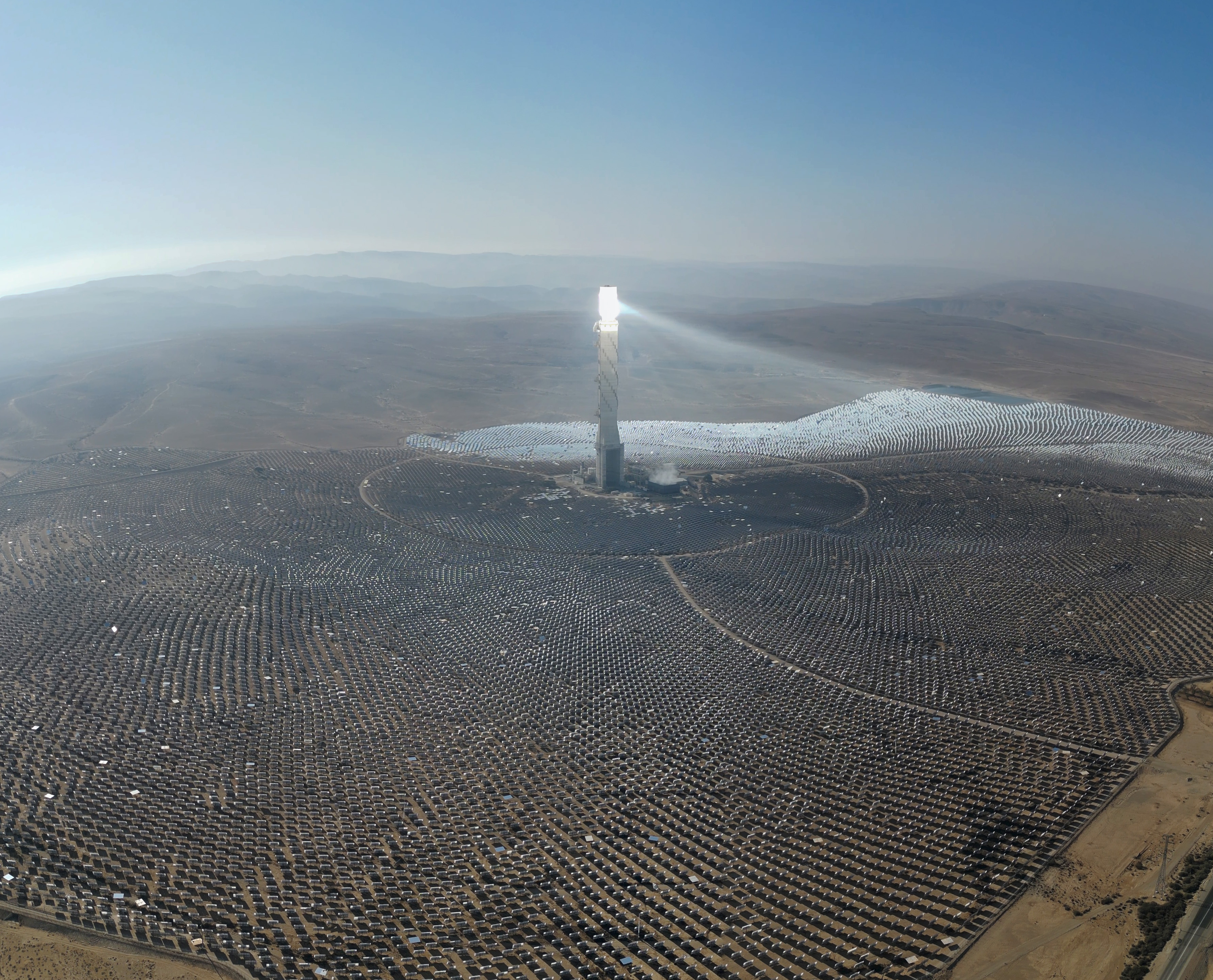
Turn solar al centralei Ashalim, 2018

Centrala solară Ashalim este un complex de 4 centrale solare în construcție în deșertul Neghev in Israel, în apropierea kibuțului Ashalim.
Complexul urmează să furnizeze electricitate de 121 MW (2% din consumul de electricitate al Israelului) și să devină cea mai mare centrală solară din Israel și a cincea ca mărime din lume.
Centrala va combina trei tipuri de energie: energie termică solară, energie fotovoltaică  și din arderea de gaze naturale. Proiectul Megalim Solar Power al companiilor General Electric, BrightSource Energy și Alstom a planificat construirea unei uzine de 30W și a altor două de putere solară concentrată, între care una de 121W. Centrala este prevăzută să înceapă producerea de electricitate în anul 2019 pentru uzul Companiei de electricitate a Israelului. 
Turnul solar Ashalim va fi cel mai înalt de acest tip din lume, cu o înălțime de 250m.
Potrivit cu declarația de presă a Ministerului israelian al infrastructurilor naționale întreprinderea a fost inițiată din următoarele motive:
- economic: reducerea importurilor, echilibrarea balanței comerciale și a resurselor de valută străină
- politic: reducerea dependenței strategice de surse străine de energie
- ecologic: reducerea nivelului de poluare
- științific: promovarea tehnologiei și științei locale, cu adaptarea unor noi tehnologii din străinătate.